# Carlos Edmundo de Ory
Carlos Edmundo de Ory, né le 27 avril 1923 à Cadix (Espagne) et mort le 11 novembre 2010  à Thézy-Glimont près d'Amiens (France), est un poète, essayiste et traducteur espagnol, fils du poète moderniste Eduardo de Ory (es).

## Biographie
C'est après avoir quitté sa ville natale de Cádiz pour Madrid en 1942 qu'il crée son œuvre la plus personnelle. Il fonde alors, avec Eduardo Briones Chicharro et Silvano Sernesi, le « Postisme ». Une sélection de poèmes de cette période paraît en 1945 avec le titre Versos de pronto.
En 1951, une nouvelle étape de sa poésie avec la publication du manifeste introréaliste. Il préconisa la création d'un art manifestant la réalité intérieure de l'homme, exprimée dans un langage qui émerge de l'invention mystérieuse d'états de la conscience. En 1955, il s'installe en France. En 1957 naît sa fille unique Solveig de Ory. En 1968 il crée l'APO (Atelier de Poésie Ouverte à la Maison de la Culture d'Amiens). Et c'est ainsi qu'a commencé la troisième phase, dans laquelle l'œuvre poétique est conçue comme création collective.
Il a également écrit plusieurs livres de nouvelles en prose, réunies en 2001 sous le nom Contes sans fées (Cuentos sin hadas) et la nouvelle Mephiboseph en Onou.
Comme il l'a dit après la publication de son anthologie Música de lobo (2003), son travail a deux thèmes principaux :

« La seule chose qui me fascine, c'est l'amour et la douleur. En tant qu'homme, je dois dire que tout se résume à ceci, à l'amour des êtres humains, à la nature, la musique, la poésie ; et dans la douleur de la vision révélée par les vers d'Alfonsina Storni : « Foule de couleur / millions de circoncis / maisons de cinquante étages / et la douleur, la douleur, la douleur... »
Parce que les années passent et quand on arrive à mon âge, on porte le grand poids d'un abécédaire de plus en plus vaste de morts très chers. »

À noter que Carlos Edmundo de Ory a attribué par erreur la citation à Alfonsina Storni : c'est en effet un poème de Rubén Darío reflétant leurs impressions de la ville de New York, où l'on pouvait lire : « Maisons de cinquante étages, la couleur de la servitude, des millions de circoncis, des machines, des journaux, des publicités et de la douleur, la douleur, la douleur ! »
Il reçoit en 2006 le titre honorifique de « Fils préféré de l'Andalousie », décerné par le gouvernement d'Andalousie, trois ans après avoir reçu celui de « Fils préféré de la province de Cadix ».
Le 6 novembre 2007 il laisse un message dans un coffre de la Caisse des Lettres de l'Institut Cervantes à Madrid qui ne sera ouvert qu'en 2022.
Il meurt de leucémie à Thézy-Glimont, où il résidait, le 11 novembre 2010 à l'âge de 87 ans.

## Œuvre

### En espagnol
- Los sonetos, 1963
- Aerolitos, 1965
- Esa joya absoluta que es Poesía, 1945-1969
- Música de Lobo, 1970
- Técnica y llanto, 1971
- Lee sin temor, 1976
- La flauta prohibida, 1979
- Metanoia, 1978
- Energeia, 1978
- Soneto vivo, 1988
- Melos melancolía, 1999
- Las patitas de la sombra, 2000

### En français
Textes parus dans la revue Réalités Secrètes, « Cahiers de Littérature » / « Cahiers trimestriels » dirigés par Marcel Béalu et René Rougerie.
- L’attente, no 3, novembre 1956.
- Récits, no 4, juin 1957.
- Les trois clefs, no 8-9, septembre 1960.
- Aphorismes, no 11, 1961.
- Aérolithes, no 14, juin 1962.
- Le fou absolu, no 17, octobre 1963.
- Semblables, no 22, mars 1965.
- La parabole du sac, no 26, avril 1966.
- Aérolithes 2, no 28-29, décembre 1966.

### Œuvres traduites
- Aérolithes, éditions Rougerie, 1962, préface de Marcel Béalu, texte français de Denise de Ory.

Extraits : 

Les oiseaux sont des pensées parfaites.

L'imagination, cette éponge de l'infini.
- Poésie espagnole contemporaine : Tome 2, édition bilingue français-espagnol[5]
- Federico Garcia Lorca par Carlos Edmundo de Ory, Éditions Universitaires[6]

## Mise en musique
Poèmes de Carlos Edmundo de Ory chantés par Luis Eduardo Aute et Fernando Polavieja : El desenterrador de vivos

## Fondation Ory à Cadix
La fondation qui porte son nom et que Carlos Edmundo de Ory avait préparée avant sa mort avec la municipalité de Cadix a été constituée de sa cession à la ville qui comprend sa bibliothèque personnelle, ses manuscrits, correspondance et archives. Elle est composée de 8 394 livres et revues, 235 œuvres d'art et divers effets personnels : des affiches et des dessins aux collections d'art africain en passant par des livres hérités de son père,. La fondation Carlos Edmundo de Ory à Cadix a été inaugurée en 2011 au Centro Cultural Reina Sofia à deux pas de sa maison natale.

## Reconnaissances
- 2006 : Hijo Predilecto de Andalucía